# Catharinakerk (Etten-Leur)

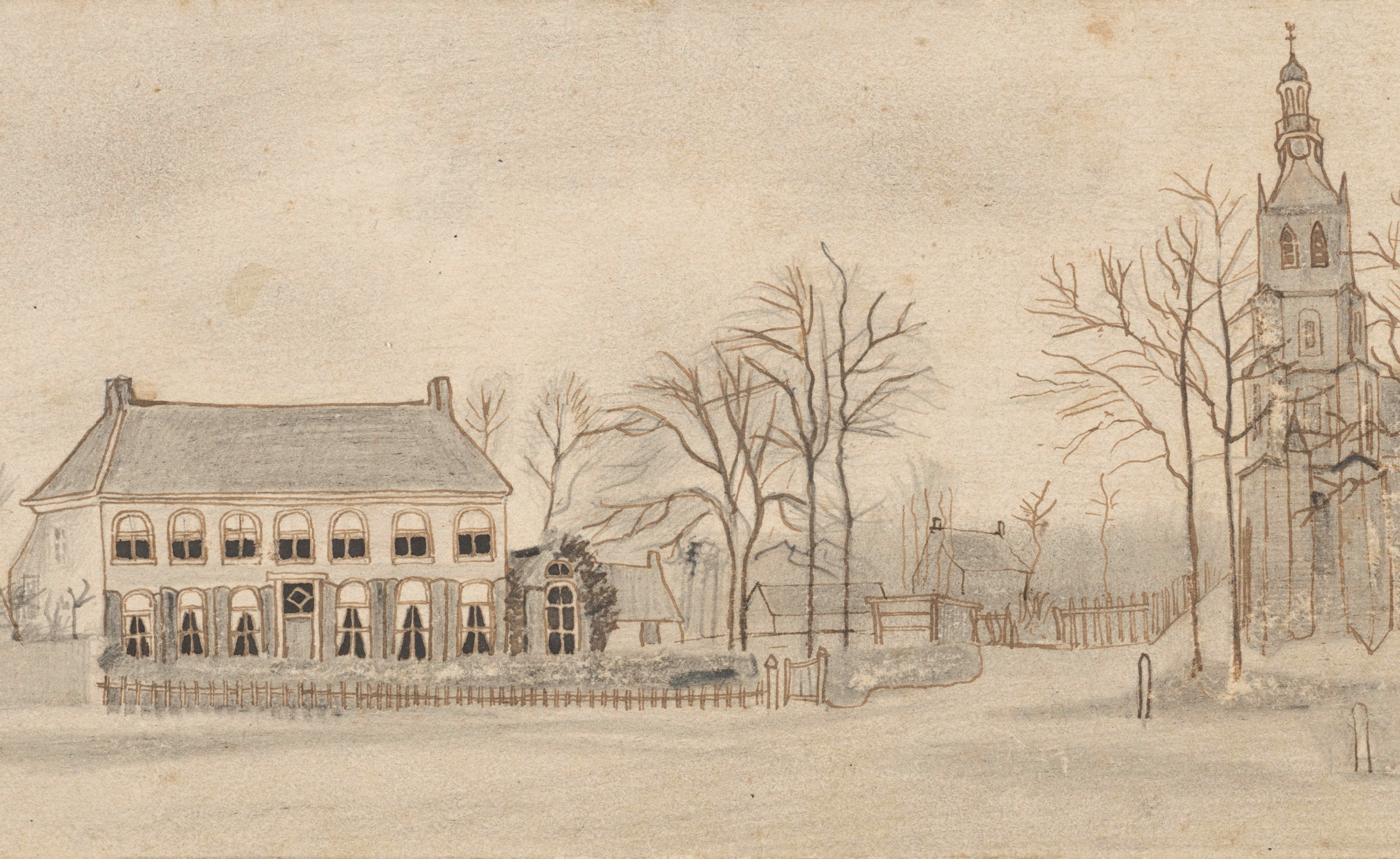
Kerk met de in 1904 afgebroken pastorie getekend door Vincent van Gogh in 1876

De Catharinakerk (ook Raadhuiskerk en Van Gogh Kerk) was de historische hervormde kerk van Etten. Het gebouw bevindt zich aan Markt 6 van deze plaats.

## Geschiedenis
Voor het eerst werd te Etten een kapel vermeld in 1261 die dochterkerk van de parochie Gilze was. Ze was gewijd aan de Heiligen Catharina en Lambertus. In 1316 werd ze tot parochiekerk verheven en vervangen door een kleine, driebeukige kerk. De oude toren bleef daarbij gehandhaafd. Tussen 1440 en 1500 werd dit gebouw door een grotere driebeukige hallenkerk vervangen, waarbij opnieuw de toren gehandhaafd bleef.
In 1584 werd de kerk, als gevolg van oorlogsgeweld tijdens de Tachtigjarige Oorlog, verwoest, waarop van 1593-1606 slechts het middenschip, het koor en de twee zijkoren werden hersteld, waarbij de zijkoren door gevels moesten worden afgesloten, daar de zijbeuken niet meer werden herbouwd. Ondertussen was het gebouw, in 1648, in handen gekomen van de Hervormden. In 1732 stortte de romaanse toren in, welke tevens een deel van het middenschip verwoestte. De zijbeuken bleven als ruïne bestaan tot 1771. Toen werd, naar een ontwerp van Philip Willem Schonck, een nieuwe toren gebouwd die gotische en classicistische kenmerken vertoonde. Deze toren was eigendom van de burgerlijke gemeente en werd daarom ook wel Gemeentetoren genoemd. In 1821 werden de zijkoren gesloopt en ontstond het uiterlijk van het huidige gebouw.
In 1970 kwam de nieuwe hervormde kerk De Baai gereed en sindsdien wordt de Catharinakerk, na een verbouwing, gebruikt als vergaderzaal voor de Gemeenteraad van Etten-Leur. Sinds 2014 heet de kerk de Van Gogh Kerk en biedt het onder meer via informatiepanelen bezoekers informatie over het leven van Van Gogh in Etten. Naast de kerk bevindt zich het Vincent van Gogh Informatiecentrum waar bezoekers door een film een introductie krijgen.

## Interieur
De pilaren van de oude kerk, met lijstkapitelen, zijn nog herkenbaar. Een orgelgalerij met twee Dorische zuilen stamt uit 1650, er is een eikenhouten preekstoel van kort na 1584, waarop het Geloof en de Tijd allegorisch zijn uitgebeeld, met een midden-17e-eeuws klankbord. Voorts is er een 17e-eeuwse koperen doopbekkenhouder. Daarnaast zijn de orgelkast en enig pijpwerk overgebleven van het in 1699 door Jacobus Zeemans gebouwde orgel.
In de toren bevinden zich drie luidklokken en een uit 1965 daterend carillon, bestaande uit 48 klokken.

## Vincent van Gogh
Theo van Gogh, de vader van Vincent van Gogh, was van 1875-1882 predikant in de Catharinakerk te Etten.